# Quis separabit?
Quis separabit? (« Qui séparera ? ») est une devise latine, dérivée de la traduction de la Vulgate de l'Épître aux Romains de Paul de Tarse : quis nos separabit a caritate Christi (« qui nous séparera de l'amour de Christ? »),. Dans les îles Britanniques, l'expression est associée à la monarchie britannique, et en particulier à l'Irlande et à l'unionisme irlandais : c'est la devise de l'ordre de Saint-Patrick et de plusieurs régiments irlandais de l'armée britannique.

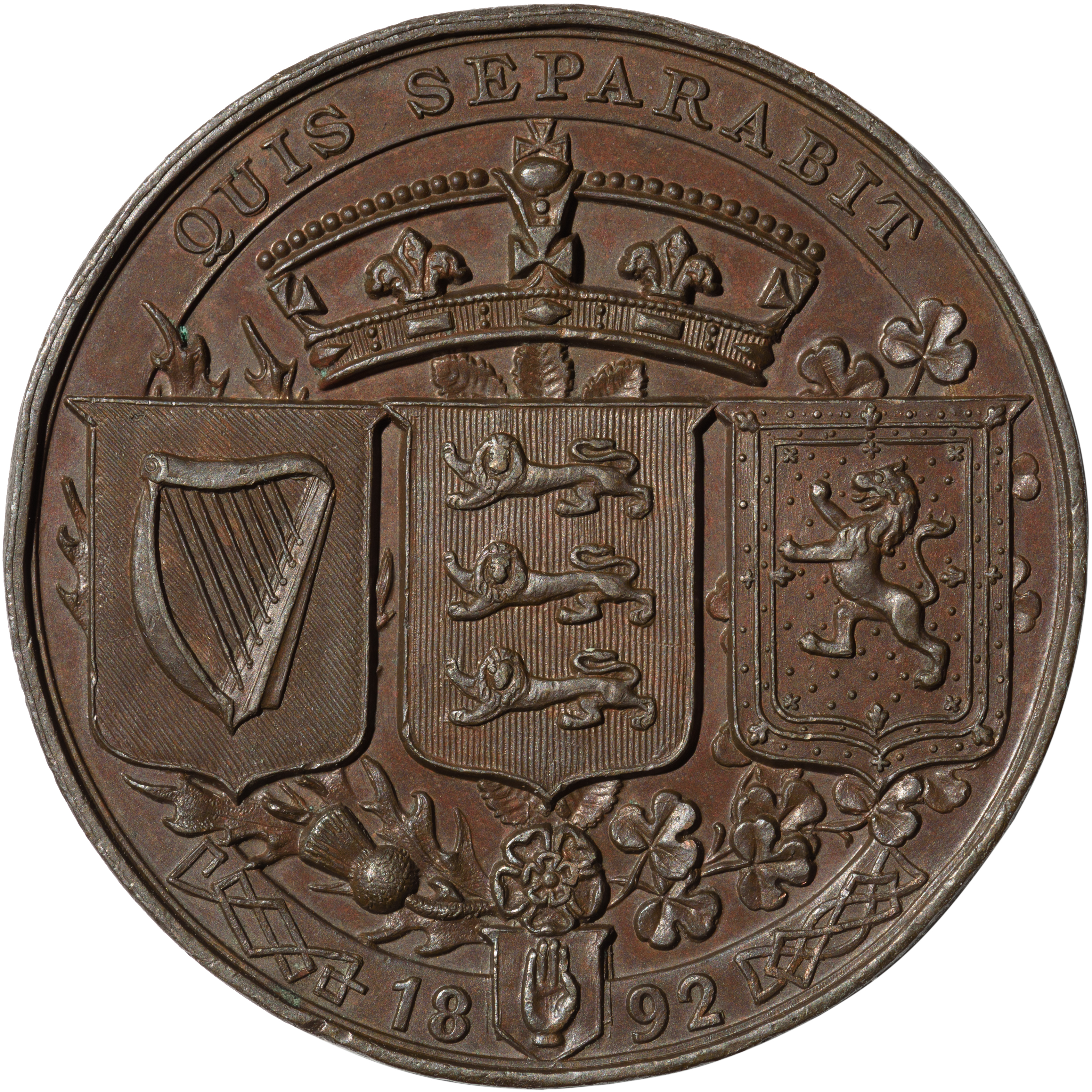
Médaille commémorative unioniste, 1892. Les armoiries royales des trois royaumes du Royaume-Uni : de l'Irlande, de l'Angleterre et de l'Écosse, avec la devise. Le trèfle irlandais, la rose Tudor anglaise et le chardon écossais sont rejoints par la main rouge d'Ulster.

Les médailles frappées pour l'avènement de la reine Anne avaient au revers « quis separabit » (« qui les séparera ? ») avec « un cœur rayonnant supérieur d'une couronne, & environné d'un cercle formé par douze autres cœurs attachés ensemble, & posés chacun sur une rose ». La légende entourant la médaille se lit : United by God in Love and Interest (« unis par Dieu dans l'amour et l'intérêt » ou « le ciel les unités par les liens de l'amour et d'un même intérêt »),. Les thèmes de ces médailles rappellent le discours qu'Anne prononça devant le parlement anglais le 9 novembre 1703, dans lequel elle parlait de ses earnest desires to see her subjects in perfect peace and union (« vrais désirs de voir ses sujets en parfaite paix et union »),.
En Irlande, la devise est associée à l'unionisme, au loyalisme et à l'armée britannique. Elle est ainsi utilisée dans l'armée britannique par les Royal Dragoon Guards, les Royal Ulster Rifles, les London Irish Rifles (en), les Irish Guards, et le North Irish Horse (en), et c'est aussi la devise de l'Ordre de Saint-Patrick.
| - Irish Guards - 4th Royal Irish Dragoon Guards - 5th Royal Irish Lancers - Royal Ulster Rifles |

C'était la devise des 4th/7th Royal Dragoon Guards (en), un régiment de cavalerie de l'armée britannique de 1922 à 1992. C'était aussi la devise des Connaught Rangers (en), un régiment irlandais de l'armée britannique, depuis sa fusion en 1881 jusqu'à sa dissolution en 1922. Avant cela, c'était la devise du régiment précurseur des Connaught Rangers, le 88th Regiment of Foot (en) fondé en 1793. C'était aussi la devise du Régiment de défense de l'Ulster et du 5th Royal Irish Lancers.
Dans la Prince's Chamber (« Chambre du Prince ») du palais de Westminster, les cheminées sont décorées des armoiries des trois royaumes, accompagnées des devises nationales correspondantes : « Dieu et mon droit » pour l'Angleterre, « nemo me impune lacessit » pour l'Écosse et « quis separabit » pour l'Irlande.

C'était la devise de l'ancien gouvernement d'Irlande du Nord qui figurait sur les anciennes armoiries gouvernementales de la province. C'est aussi la devise de l'Ulster Defence Association, un groupe paramilitaire loyaliste d'Irlande du Nord.
La phrase apparaît également sur le sceau de la Caroline du Sud et est inscrite sur l'anneau des anciens (class ring (en)) de l'Université de Clemson. La citation plus complète de Romains 8:35, « Quis nos separabit a caritate Christi ? » est la devise du cardinal Pietro Parolin, l'actuel cardinal secrétaire d'État.
| |
| Armoiries de la Peninsular and Oriental Steam Navigation Company (P&O) avec la devise « quis nos separabit », All Hallows-by-the-Tower, Cité de Londres. |

| |
| Armoiries de Pietro Parolin, cardinal secrétaire d'État, avec la devise « quis nos separabit a caritate Christi? ». |